# 까미유 끌로델 (1988년 영화)
《까미유 끌로델》(Camille Claudel)은 프랑스에서 제작된 브루노 누이땅 감독의 1988년 드라마 영화이다. 이자벨 아자니 등이 주연으로 출연하였고 이자벨 아자니 등이 제작에 참여하였다.

## 출연

### 주연
- 이자벨 아자니
- 제라르 드빠르디유

### 조연
- 마델라인 로빈슨

## 한국어 더빙 성우진

### SBS (1992년 9월 10일)
- 송도영 - 까미유(이자벨 아자니)
- 유강진 - 로댕(제라르 드빠르디유)
- 장세준 - 폴(로랑 그레빌)
- 온영삼 - 까미유 아버지(마델라인 로빈슨)
- 박민아 - 까미유 어머니(알레인 커니)
- 이향숙 - 제시(카트린 부어먼)
- 최문자 - 로댕 부인
- 이규연 - 보르하르테 장관
- 김용식 - 블롯(필립 클레베노)
- 강구한 - 미쇼 박사
- 이선호 - 로베르
- 정기항
- 김정미
- 순동운
- 김영민
- 김혜경
- 윤병화
- 박홍식
- 이재용

### KBS (1999년 11월 7일)
- 정미숙 - 까미유(이자벨 아자니)
- 장광 - 로댕(제라르 드빠르디유)
- 김민규
- 임수아
- 나수란
- 이근욱
- 김정호
- 최옥희
- 김새영
- 박신영
- 김정주
- 박규웅
- 전인배
- 김승태

## 기타
- 원작자: 라인-마리 페리스
- 프로듀서: 버나드 아티그즈
- 미술: 버나드 베자
- 의상: 도미니크 보그